# Pristimantis pugnax
Pristimantis pugnax är en groddjursart som först beskrevs av Lynch 1973.  Pristimantis pugnax ingår i släktet Pristimantis och familjen Strabomantidae. Inga underarter finns listade i Catalogue of Life.
Arten förekommer i Anderna i gränsområdet mellan Colombia och Ecuador. Den lever i regioner mellan 1600 och 3300 meter över havet. Habitatet utgörs av molnskogar, andra fuktiga skogar och träskmarker. Exemplaren vistas intill vattendrag eller dammar. De gömmer sig ofta under stenar. Var honor lämnar äggen är inte känd.
Beståndet hotas av skogarnas omvandling till jordbruks- och betesmark. Enligt uppskattningar finns endast 50 vuxna exemplar kvar. IUCN kategoriserar arten globalt som akut hotad.